# 普里盧茨凱 (文尼察州)
49°25′17″N 28°35′35″E / 49.42139°N 28.59306°E
普里盧茨凱（烏克蘭語：Прилуцьке），是烏克蘭的中部文尼察州的村落，隸屬赫米利尼克區卡利尼夫卡市鎮，始建於1974年，面積0.025平方公里，海拔高度264米，2001年人口171，人口密度每平方公里6,840人。